# Купреяновы
Купреяновы, Куприяновы — дворянский род.
Опричниками Ивана Грозного (1573) числились Давыд и Бажен Куприяновы.
Род происходит от Богдана Купреянова, жившего в конце XVI века. За Фёдором Богдановым сыном Купреяновым (1615) состояло в деревне Патине и в пустоши Игнатове 50 четвертей, который (1646) отказаны сыну его Василию Купреянову. Происшедшие же от них потомки в дальнейшем находились в военной и гражданской службе и владели недвижимыми имениями.
Определением Костромского Дворянского Депутатского Собрания род Купреяновых внесён в VI часть родословной книги, в число древнего дворянства. Купреянов, Павел Яковлевич (1789—1874) с отличием служил в венгерскую кампанию и был генералом от инфантерии. Яков Александрович (1823/1825—1869) (1861—1862) пензенский  гражданский губернатор (Гербовник, X, 33).
Другой род Купреяновых происходит от Курдюка Ларионовича Купреянова, пожалованного вотчиной (1625). Этот род внесён в VI и I части родословных книг Саратовской и Тамбовской губерний.

## Описание герба
Щит разделён на четыре части, из коих в первой части, в голубом поле, изображена серебряная крепость с тремя башнями (польский герб Гржимала). Во второй части, в золотом поле, пушка с птицей. В третьей части, в серебряном поле, якорь до половины в воде (изм. польский герб Котвица).  В четвёртой части, в красном поле, ездок на белом коне, скачущий в правую сторону с поднятым вверх мечом.
Щит увенчан дворянским шлемом и короной с тремя страусовыми перьями. Намёт на щите голубой и золотой, подложен серебром и красным. Щитодержатели: с правой стороны лев, в с левой единорог. Герб внесён в Общий гербовник дворянских родов Российской империи, часть 10, стр. 33.